# Helmovy mlýny
Zaniklé Helmovy mlýny se nacházely v Praze na Vltavě, v místech dnešní Klimentské ulice na Novém Městě.
Budovy mlýnů byly připomínány již roku 1398. Vedle Nových a Lodeckých tvořily Helmovské mlýny jednu ze skupin vodních mlýnů na dolním Novém městě. Nacházely se proti Korunnímu ostrovu, nad ramenem řeky oddělujícího Jerusalemský ostrov. Nazývaly se podle Helmova mlýna s renesančním štítem z počátku 17. století, který stál na novoměstském pobřeží. Sousední (Stárkův) mlýn v roce 1901 vyhořel a byl i s dalším (Korunním) mlýnem zbořen v letech 1915–1916, renesanční Helmův mlýn byl odstraněn až v roce 1928. (Ve skutečnosti došlo ke kompletnímu zbourání později, protože ještě 22. dubna 1929 uvedl tisk zprávu, že byl omylem zbořen pouze jeden barokní pavilon a zbývající má stát darovat a mezi nimi má být zřízen park. Levicové Právo označilo 25. dubna 1929 probíhající bourání za vandalství.) 
Poté byla celá oblast kompletně přestavěna v souvislosti s regulací Vltavy (30. léta 20. století).
V současné době se na tomto místě nachází budova ministerstva zemědělství a za ním Helmova ulice. Ovšem existenci slavných mlýnů připomíná především dosud funkční Helmovský jez, který tehdy nadržoval mlýnům vodu. Po zrušení mlýnů a po drobné úpravě dnes obdobně slouží zdymadlu Štvanice.